# Koppányszántó
Koppányszántó község Tolna vármegyében, a Tamási járásban.

## Fekvése
Tolna és Somogy vármegye határán fekszik, a Koppány folyó völgyében, melyről a nevét is kapta. Központján a Nagykónyi-Somogyacsa között húzódó, a 61-es főutat a 6505-ös úttal összekötő 6508-as út halad végig. A környező városok közül Tamási 17 kilométerre fekszik, de a település Tab és Dombóvár felől is elérhető.

## Története
A terület az Árpád törzsé volt, az első írásos emlék szerint Álmos herceg tulajdonát képezte. Jelenlegi nevét 1902-től használja. Egy 1333-as adat szerint a Habold nemzetség virágzó birtoka, majd később a dömösi prépostsághoz került. A török megszállásig virágzó birtok volt, a megszállás alatt azonban teljesen elpusztult, csak jóval később telepítik újra magyarokkal. A magyar többség később is megmaradt. A település ismét egyházi birtok lett, a veszprémi püspökség kezelésébe került. Lakóinak többsége római katolikus vallású, 1753-ban épült templomukat 1908-ban kibővítették, egyik látnivalója az 1919-ben készült Szentháromság-mozaikkép.

## Címerének leírása
Álló csücsköstalpú pajzs, kék mezejében ezüst hullámpólyán nyugvó arany heraldikai koronára cölöpösen, élével felfelé állított ezüst ekevas, előtte egymáson harántirányban keresztbetett két ezüst csoroszlyával. A sisak jobbra fordult, arannyal ékített és vörössel bélelt pántos ezüst sisak, vörössel és kékkel ékített arany koronával. A sisakkoronából növekvő helyzetben Szent Bertalan szembe fordult alakja ezüsttel. Fejét arany dicsfény övezi, jobbjában arany kést, baljában csukott arany könyvet tart.

## Közélete

### Polgármesterei
- 1990–1994: Gyöngyössy József (független)[3]
- 1994–1998: Niklai János (független)[4]
- 1998–2002: Niklai János (független)[5]
- 2002–2006: Niklai János (független)[6]
- 2006–2010: Niklai János (független)[7]
- 2010–2014: Pintér Gábor (független)[8]
- 2014–2019: Pintér Gábor (független)[9]
- 2019–2024: Niklai Gábor (független)[10]
- 2024– : Niklai Gábor (független)[1]

A településen a 2024. június 9-i önkormányzati választás után, a polgármester-választás tekintetében nem lehetett eredményt hirdetni, mert szavazategyenlőség alakult ki a hivatalban lévő polgármester, az ezúttal Fidesz-KDNP-s színekben induló Niklai Gábor és egyetlen független kihívója, Partinné Bondor Anna között. Az emiatt szükségessé vált időközi választást 2024. szeptember 8-án tartották meg, a júniusinál valamivel magasabb részvételi aránnyal, ami Niklai Gábornak kedvezett.

## Népesség
A település népességének változása:
| Lakosok száma | 326  | 326  | 314  | 270  | 318  | 311  | 300  |
|               | 2013 | 2014 | 2015 | 2021 | 2022 | 2023 | 2024 |

A 2011-es népszámlálás során a lakosok 95,5%-a magyarnak, 14,4% cigánynak, 2,7% németnek, 0,3% románnak mondta magát (2,7% nem nyilatkozott; a kettős identitások miatt a végösszeg nagyobb lehet 100%-nál). A vallási megoszlás a következő volt: római katolikus 76,6%, református 0,9%, evangélikus 0,6%, felekezeten kívüli 9,9% (11,7% nem nyilatkozott).
2022-ben a lakosság 82,7%-a vallotta magát magyarnak, 7,5% cigánynak, 3,1% németnek, 4,4% egyéb, nem hazai nemzetiségűnek (14,2% nem nyilatkozott; a kettős identitások miatt a végösszeg nagyobb lehet 100%-nál). Vallásuk szerint 51,6% volt római katolikus, 0,9% református, 0,6% evangélikus, 0,6% görög katolikus, 0,3% egyéb katolikus, 15,1% felekezeten kívüli (30,8% nem válaszolt).

## Nevezetességei
A falu egyik nevezetessége a híres koppányszántói népviselet, melyet a szüreti felvonuláson láthatnak az ide látogatók. A szép természeti környezet, a tiszta levegő jó kikapcsolódási lehetőséget kínál a pihenni vágyóknak.

## Fejlesztések
A község önkormányzata már fontolgatta a Koppányt övező nádas halastóvá alakítását. Ezzel idegenforgalmát és turisztikai jelentőségét is növelni lehetne a községnek, de tőke híján egyelőre akadoznak a fejlesztések.